# Censura

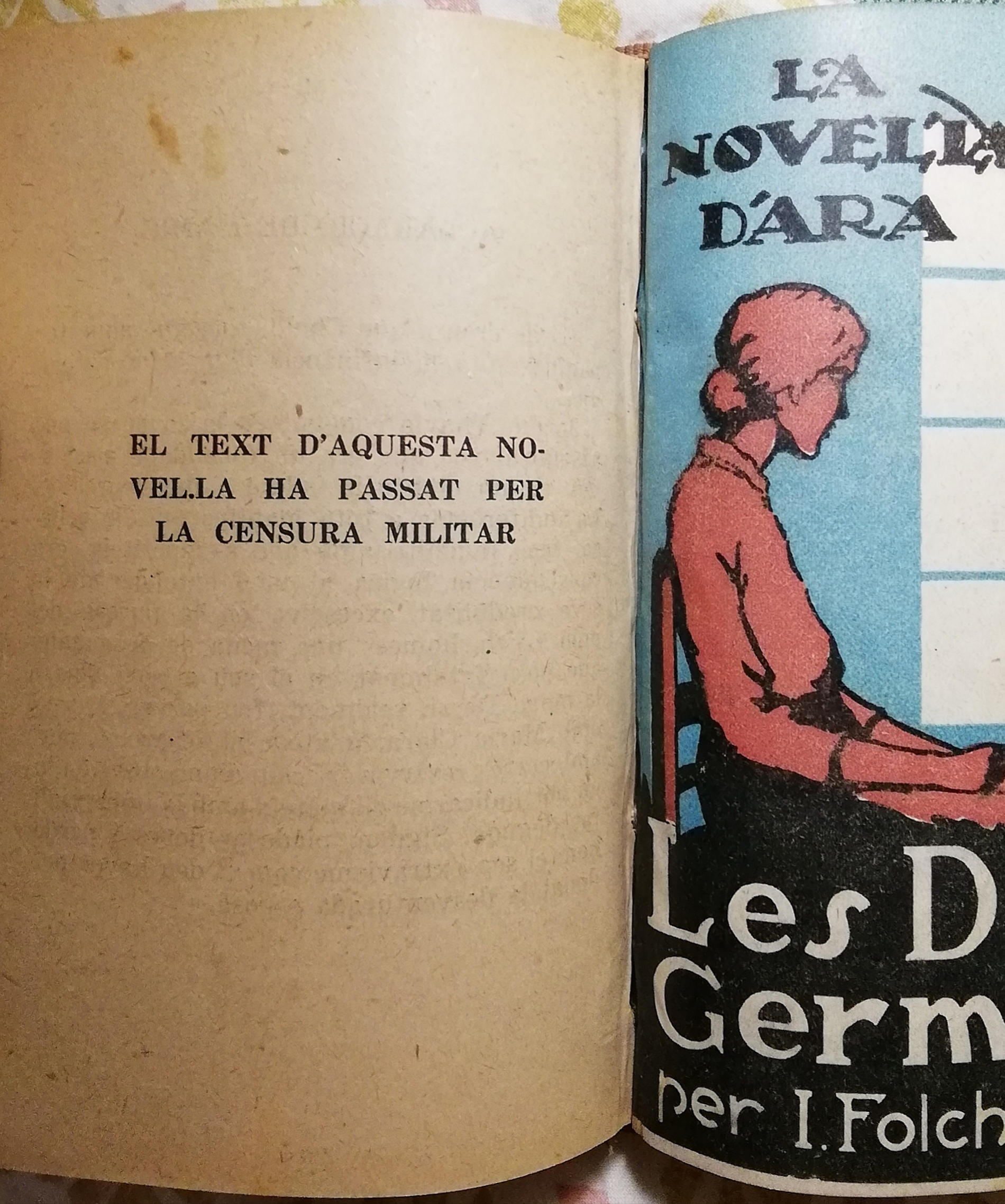
Novel·la passada per la censura l'any 1924

La censura (del llatí censura) és l'ús de poder, per part d'un estat, organització o qualsevol tipus de grup influent, per a controlar la llibertat d'expressió. També es pot considerar la censura com un judici negatiu que es fa d'alguna cosa, encara que té la tendència a fer que es prohibeixi que aquesta cosa sigui mostrada perquè es creu que no s'ha de saber. La censura criminalitza determinades accions o la seva comunicació. En un sentit modern, la censura consisteix en qualsevol intent de prohibir la informació, els diferents punts de vista o formes d'expressió com l'art o la parla vulgar, entre d'altres. La censura es duu a terme amb la finalitat de mantenir l'statu quo, controlant el desenvolupament d'una societat, o suprimint la disconformitat d'un poble sotmès. És molt comuna la censura en la religió, els clubs i d'altres grups socials, principalment pels governs. No obstant això, també existeixen molts grups en defensa dels drets civils, oposats a distintes formes de censura.
El Dia Mundial per a la Llibertat de Premsa es commemora el 3 de maig, que és l'aniversari de la Declaració de Windhoek, del 1991.

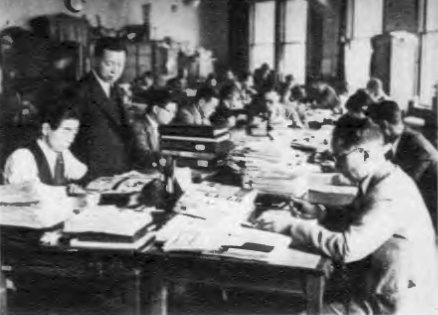
Organització de la censura Japonesa a l'any 1938

La censura pot ser explícita, com una llei aprovada per no permetre que determinades informacions siguin publicades o difoses (per exemple, a Austràlia, la legislació és de les més restrictives del món occidental, si bé no s'aplica; o en major mesura a la Xina, que de vegades no ha permès l'entrada a determinades pàgines web), o implícita, com la intimidació governamental o la censura popular, sota les quals la gent té por d'expressar o donar suport a opinions concretes per por de perdre la vida, el treball, la posició en la societat, o l'academicocultural.
La censura és un aspecte típic de les dictadures i d'altres sistemes polítics autoritaris. Sistemes polítics com els de l'Alemanya nazi, la Itàlia feixista o l'Espanya franquista són exemples tradicionals d'estats amb una censura institucionalitzada i aplicada a molts àmbits socials d'aquests estats. Als països suposadament reconeguts com a democràtics, és generalment molt menys institucionalitzada, ja que en aquests països es dona prou importància a la llibertat d'expressió.
Així i tot, hi ha casos de censura en països que tenen governs en semblança democràtics, i no sols en les seves administracions nacionals, sinó que, a més, els avanços contra la llibertat de premsa es veuen en les administracions municipals i comunals. En aquest cas, s'utilitzen mitjans de pressió més subtils, com eliminar programes crítics amb el govern, ja sigui directament en els mitjans de comunicació com televisions o ràdios públiques, o per part de pressions polítiques i econòmiques en els organismes de direcció privats.
De vegades, una informació específica i única, l'existència de la qual gairebé no és coneguda pel públic, és mantinguda en la situació d'una subtil aproximació a la censura si es considera "subversiva" o "inconvenient".
D'altres entenen com a censura la supressió d'accés als mitjans de disseminació per agències governamentals com la Comissió Federal de les Comunicacions als Estats Units d'Amèrica, per un periòdic que no publica comentaris amb els quals no estigui d'acord l'editora, o una sala de conferències que no es deixi llogar per a un orador en particular. Aquesta posició és debatuda per d'altres, com explica Ayn Rand.
Els "refugis de dades o informació" i els sistemes de compartir arxius, com Freenet o d'altres, poden fer més difícil la censura. Encara que fets com l'expulsió d'un usuari d'un xat, per determinades opinions, (sempre que no siguin per insults, ja que aquests es podrien considerar un tipus d'agressió cap a altres usuaris) no fan sinó afavorir la censura.
El boicot no entra dins de la definició de la censura perquè la censura és un bloqueig des del poder i el boicot és un bloqueig des d'una petició.

## Justificació i crítica
La censura ha estat criticada al llarg de la història per ser injusta i dificultar el progrés, és contraproduent, ja que impedeix que es discuteixi el tema censurat, i els que imposen la censura han de considerar el que censuren com a veritat, ja que els individus que es creuen correctes haurien de tenir l'oportunitat de desmentir els que tenen opinions oposades. Diversos pensadors consideren que els nous mètodes de censura inclouen altres temptatives d'eliminar perspectives o idees, com la propaganda, la manipulació dels mitjans de comunicació, les relacions públiques o la desinformació. Mètodes que, col·lectivament, funcionen disseminant informació enganyosa, cosa que fa menys receptiu el públic a altres idees. La censura s'utilitza sovint per imposar valors morals a la societat, com en la censura de material considerat obscè.
Els defensors han intentat justificar-ho utilitzant diferents raonaments per a diversos tipus d'informació censurada:

### Censura moral
La censura moral és l'eliminació de materials que són obscens o que es consideren moralment qüestionables. La pornografia, per exemple, sovint se censura sota aquesta raó, especialment la pornografia infantil, que és il·legal i censurada a la majoria de jurisdiccions del món.

### Censura militar
La censura militar és el procés de mantenir la informació i les tàctiques militars confidencials i allunyades de l'enemic. S'utilitza per contrarestar l'espionatge.

### Censura política
La censura política es produeix quan els governs retenen informació dels seus ciutadans. Això es fa sovint per exercir control sobre la població i evitar la lliure expressió que pugui fomentar la rebel·lió.

### Censura religiosa
La censura religiosa és el mitjà pel qual s'elimina qualsevol material considerat censurable per una determinada religió. Sovint, això implica una religió dominant que obliga a limitar-ne les menys prevalents. Alternativament, una religió pot evitar les obres d'una altra quan creu que el contingut no és adequat per a la seva religió.

### Censura corporativa
La censura corporativa és el procés pel qual els editors dels mitjans de comunicació corporatius intervenen per interrompre la publicació d'informació que mostra els seus negocis o socis comercials de manera negativa, o intervenen per evitar que les ofertes alternatives arribin a l'exposició pública.

## Història de la censura
La censura ha estat un instrument que, des dels inicis de la història, s'ha dut a terme per part dels poders fàctics. Tot document que ens arriba avui en dia, si no és original, vol dir que ha passat per mans d'algú que ja n'ha fet com a mínim una còpia. En aquest procés de còpia, i fins i tot en originals, es pot donar la censura, tant en temes de supressió de la informació com en temes d'adulteració de la informació en forma d'addició o de canvi. És per això que és molt difícil descobrir-ne les traces (que en part n'és la intenció). La comparació d'un mateix document amb altres versions d'aquest o amb altres fonts secundàries en pot revelar tal censura. La còpia i edició selectiva de les obres per raons polítiques i/o ideològiques també és una manera de censura.
La censura va esser una magistratura de la República Romana creada en 443 aC a per tal de reduir l'autoritat dels cònsols, quan els ciutadans podien optar a ser-ho i gaudí de gran prestigi a l'època. Els dos censors, eren elegits en els comicis centuriats per de cinc anys, però solien renunciar als divuit mesos. Els seus principals deures eren estimar la fortuna dels ciutadans, establint-ne el cens, i també formar la llista dels senadors i administrar les finances de l'Estat. Dins l'exercici de les seves funcions podien els censors «censurar» els ciutadans pels desordres de la seva vida privada i fins i tot podien canviar de classe un ciutadà o excloure'l de les llistes dels ciutadans.
Les lleis s'anomenaven a les tapes del llibre per demostrar que l'autoritat competent l'havia revisat. Aquestes lleis, les promulgaven governants eclesiàstics i no eclesiàstics. Les penes de l'incompliment d'aquestes lleis podien ser la pèrdua de la cèdula que permetia a l'editor continuar editant més llibres, la pèrdua dels béns, el desterrament, o fins i tot podien arribar a ser penes capitals. Els crims podien ser la tinença de material no revisat o prohibit, l'edició sense permís, o l'edició de material adulterat després de la prèvia revisió, la importació o exportació de llibres prohibits o no revisats, entre d'altres. En l'època medieval, allà on es trobaven els llibres o documents eren els llocs on més censura s'aplicava, és a dir, al scriptorium, que era el lloc on es canviaven, traduïen, corregien lingüísticament i "estilísticament" les obres. La còpia de les obres també era selectiva, perquè ja llavors hi havia llibres prohibits, i també és el moment en què surten versions comentades i diferents de les mateixes obres, fins al punt que diferents regles que regulaven la vida en el monestir parlaven de les formes de fer el Scriptorium, i què s'havia de fer a l'hora de transcriure o copiar, regles que revelen què hi feien els frares en aquelles situacions. És, per exemple, el cas de l'Armarius, el "proveïdor" de llibres al scriptorium. La seva feina era la de permetre o no l'accés als llibres als frares que s'havien de treballar. Aquesta posició permetia que es decidís si, a l'obra en qüestió, havia o no de tenir-hi accés el frare, situació que recull en forma de novel·la en El nom de la rosa Umberto Eco. Amb l'aparició de la impremta de Gutenberg, el versionament de llibres, ara ja anomenat "edició", cobra un nou caràcter amb la gran quantitat de material que s'imprimeix. La velocitat en què les noves idees s'escampen és equiparable a la quantitat de lleis que surten per a regular l'edició de llibres. En aquest moment, els scriptorii deixen de tenir la importància que havien tingut, i ara hi ha equips censors professionals que es dediquen a la tasca de controlar tot llibre imprès. Aquests censors ja no treballaven exclusivament per a l'Església catòlica, sinó per als estats que, interessats a controlar les idees que surten del renaixement i crear l'edat moderna, veuen en els censors la seva eina per contrarestar la impremta massiva de llibres i documents.

Difusió de la impremta des de Magúncia en el segle XV

A mitjans del segle XV, el desenvolupament de la impremta, l'esclat de l'humanisme, l'increment de la bibliofília la crítica humanística i el mètode filològic van augmentar la demanda de llibres, i els escrits arribaven a un nombre més gran de persones, més ràpid i de manera més barata, i es va creure necessari un control més efectiu, sobretot quan la impremta va ser usada com a medi de difusió de les idees del protestantisme, i de propostes científiques o socials, que contravenien les establertes. Des de 1478 la inquisició, de manera no reglada controlava i revisava els llibres impresos, i la censura i control dels escrits impresos va nàixer en 1485 quan l'arquebisbe de Magúncia, origen de la impremta a Europa, Bertold d'Henneberg-Römhild va sol·licitar que els llibres a exposar en la fira de Quaresma fossin revisats, i retirats aquells considerats herètics. En L'any 1502 els Reis Catòlics promulguen la Pragmàtic que obligava a tot editor i impressor a sol·licitar una llicència prèvia abans de publicar qualsevol llibre. La conversió forçada dels musulmans de Granada utilitzà mètodes entre els quals figuraren la crema de llibres, com l'Alcorà, llibres de ciències, culturals..., cosa que fomentà una pèrdua d'inavaluable cultura i ciència provinent de l'Al-Àndalus.

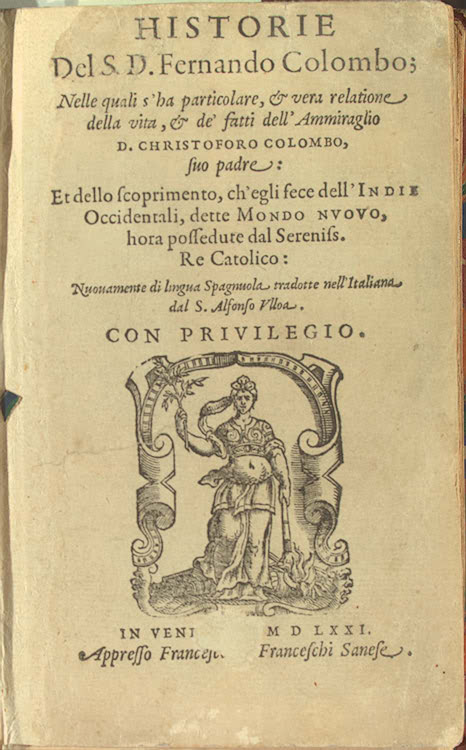
"CON PRIVILEGIO" es refereix al fet que s'ha imprès amb els permisos adequats, és a dir, que ha passat revisió correctament

Al Concili del Laterà V, Lleó X va sancionar la butlla De Super impressione librorum amb la qual pretenia donar una solució definitiva als problemes que la impremta estava causant a l'Església, tot i que Innocenci VIII i Alexandre VI ja ho havien intentat en 1487 i 1501. Amb aquest edicte es prohibia la impressió de llibres que no tinguessin l'aprovació prèvia del bisbe i l'inquisidor de la diòcesi corresponent, i va desembocar en el l'Index Librorum Prohibitorum (índexs de llibres prohibits) de la santa Inquisició. Hi ha també múltiples lleis que regulaven els llibres de caràcter polític o ideològic.

## Obres censurades
Tirant lo Blanc de Joanot Martorell, que fins al segle xix es pensava que era un llibre escrit en castellà fins que se'n va trobar un original en català valencià. Si no s'haguessin trobat els escrits originals, s'hauria pensat que l'original era en castellà; fins al punt que se'n va fer una edició en època franquista que encara l'anomenava, amb una clara intenció política, com a "obra del siglo de oro de la literatura castellana".
Un altre exemple de censura, el podríem trobar en la referència que es fa dels Pazzi al text actual de La Divina comèdia de Dant, que tenia per títol original Commedia i que Giovanni Boccaccio, al segle xiv, va canviar-ne el títol a l'actual. Els Pazzi, almenys dos membres de la família, foren implicats directament en l'assassinat de Julià de Mèdici i l'intent d'assassinat del seu germà Llorenç el Magnífic, però el 2004 es trobà una carta xifrada del papa que l'implicava directament en els fets. Així doncs, en un moment de la Divina comèdia, hi surten dos membres de la família Pazzi en el cercle dels traïdors- El problema és que aquests fets passaren el 1478, mentre que Dant morí el 1321, cosa que fa impossible que tractés la família de banquers, noble i reconeguda de Florència com a traïdors en la seva obra. Així doncs, algú altre va introduir aquest element en l'obra, que sabem que, com a mínim, ja en el títol ha estat retocada. Aquest seria un exemple de censura mitjançant el retoc de l'obra amb finalitats polítiques. Aquesta censura, però, no està provada per fons oficials o oficioses.